# Hisashi Tsuzawa
Hisashi Tsuzawa –en japonés, 津沢 寿志, Tsuzawa Hisashi– (8 de junio de 1948) es un deportista japonés que compitió en judo. Ganó una medalla de oro en el Campeonato Mundial de Judo de 1971 en la categoría de –70 kg.

## Palmarés internacional
| Campeonato Mundial | Campeonato Mundial | Campeonato Mundial | Campeonato Mundial |
| Año                | Lugar              | Medalla            | Categoría          |
| ------------------ | ------------------ | ------------------ | ------------------ |
| 1971               | Ludwigshafen (RFA) | Medalla de oro     | –70 kg             |